# San Simeone Profeta, Venedig
San Simeone Profeta eller San Simeone Grande eller San Simeon Grando är en kyrka i Venedig uppkallad efter profeten Symeon, som omtalas i Lukasevangeliet. 
Kyrkan, som grundades 967, har under århundradenas gång om- och tillbyggts vid ett flertal tillfällen. Den nuvarande kyrkan är i huvudsak från 1700-talet efter ritningar av Domenico Margutti.